# Gösen (Floß)
Gösen ist Ortsteil des Marktes Floß im Bezirk Oberpfalz im Landkreis Neustadt an der Waldnaab.

## Geographische Lage
Das Dorf Gösen liegt ungefähr zwei Kilometer nordöstlich von Floß auf dem Ostufer des Gösener Baches 500 Meter nördlich der Staatsstraße 2395.

## Geschichte

### 13. und 14. Jahrhundert
Die erste urkundliche Erwähnung von Gösen (auch: Geizzen, Gesen, Jesen) stammt aus dem Jahr 1261.
In einer Urkunde bestätigte Ludwig Pfalzgraf bei Rhein und Herzog in Bayern dem Abt Johann des Klosters Waldsassen das Patronatsrecht auf Erlbach (= Ellenbach), Uelsenreuth (= Ilsenbach) und Geizzen (= Gösen) und den Zehnten in Slattin (= Schlattein).
Gösen wurde im niederbayerischen Salbuch aufgeführt.
Dieses Salbuch stammt aus der Zeit zwischen 1269 und 1320.
In diesem Verzeichnis wurden folgende zu Floß gehörigen Ortschaften genannt:
Bergnetsreuth, Boxdorf, Diepoltsreuth, Ellenbach, Gösen, Grafenreuth, Hardt, Haupertsreuth, Kalmreuth, Niedernfloß, Oberndorf, Pauschendorf, Ritzlersreuth, Schlattein, Schönberg, Weikersmühle, Welsenhof, Würnreuth, Würzelbrunn.
Gösen wurde auch im Böhmischen Salbüchlein genannt.
Ein Bauer Nikel in Gösen hat als Steuer 60 Eier und 8 Käse zu entrichten.
Das Böhmische Salbüchlein enthielt Aufzeichnungen aus der Zeit von 1366 bis 1373 für alle Ortschaften, die im oben zitierten niederbayerischen Salbuch genannt wurden und zusätzlich Plankenhammer als hamer zu Mekenhofen.

### 15. und 16. Jahrhundert
Gösen ist im Salbuch von 1416/1440 verzeichnet.
Die Abgaben für Gösen betrugen im Jahr 8 Käse, 60 Eier, 3 Schilling.
Dieses Salbuch, mit Informationen über die zu Floß gehörenden Ortschaften stammt aus der Zeit 1416 bis 1440.
In ihm erschienen folgende zu Floß gehörende Ortschaften, wie in den beiden älteren Salbüchern:
Bergnetsreuth, Boxdorf, Diepoltsreuth, Ellenbach, Gösen, Grafenreuth, Hardt, Haupertsreuth, Niedernfloß, Oberndorf, Pauschendorf, Ritzlersreuth, Schlattein, Schönberg, Welsenhof, Würnreuth, Würzelbrunn.
Es fehlten: Kalmreuth, Plankenhammer, Weikersmühle.
Hinzu kamen: Fehrsdorf, Gailertsreuth, Konradsreuth, Meierhof, Wilkershof.
In einem Verzeichnis der Mannschaften um das Jahr 1559 wurden die folgenden zu Floß gehörigen Ortschaften aufgeführt:
Bergnetsreuth, Boxdorf, Diebersreuth, Diepoltsreuth, Ellenbach, Fehrsdorf, Gailertsreuth, Gösen, Grafenreuth, Hardt, Haupertsreuth, Höfen, Konradsreuth, Meierhof, Niedernfloß, Oberndorf, Pauschendorf, Plankenhammer, Ritzlersreuth, Schnepfenhof, Schönberg, Steinfrankenreuth, Weikersmühle, Welsenhof, Wilkershof, Würnreuth, Würzelbrunn.
Für Gösen wurden die folgenden sieben Mannschaften verzeichnet:
Michael Wagner, Georg Rösche, Mertenn Eysmann, Wolff Haunstain, Mertenn Pauer, Jobst Sumer, Georg Peer.

### 17. Jahrhundert
Während des Dreißigjährigen Krieges zogen in den Jahren 1620 und 1621 die Mansfeldischen Soldaten durch Gösen.
Dabei raubten sie den Bauern Geld, Vieh, Getreide, Lebensmittel, Kleidung, Wäsche, Betten, kupferne Pfannen und Töpfe, Werkzeuge, Waffen usw., fischten die Weiher ab und verbrannten und zerstörten die Bauernhöfe.
Eine Schadensaufstellung für Gösen aus dem Jahr 1621 ergab einen Schaden von insgesamt 371 Gulden und 15 Kreuzer.
Im Hof der Friedrichsburg in Vohenstrauß fand 1650 die Erbhuldigung gegenüber Pfalzgraf von Pfalz-Sulzbach Christian August statt.
Gösen erscheint auf der Huldigungsliste mit den 4 Hofbesitzern:
Hannß Jung, Georg Stahl, Hannß Stahl, Michael Jaccob.
Im Jahr 1652 wird Gösen beschrieben mit 2 Halbhöfen, 1 Gut.
Seine Einwohner zu dieser Zeit waren 3 Ehepaare, 4 unmündige Kinder, 1 erwachsenes Kind.
Das Vieh bestand aus 1 Pferd, 8 Ochsen, 7 Kühen, 13 Jungrindern, 5 Schweinen.

### 18. Jahrhundert
Eine Beschreibung des Fürstlichen Pflegamtes Floßerbürg aus dem Jahr 1704 verzeichnete für
Gösen 4 Mannschaften, 2 halbe Höfe, 2 Gütlein.
In einer historisch-statistischen Beschreibung des Pflegamtes Floß von 1794 wurden aufgeführt für
Gösen 2 Bauern, 2 Gütler, 1 Hirt, insgesamt 37 Einwohner.
Um 1800 hatte Gösen 8 Häuser und 66 Einwohner.

### 19. Jahrhundert bis Gegenwart
Anfang des 19. Jahrhunderts wurde Gösen Steuerdistrikt und gleichzeitig auch Ruralgemeinde.
Zum Steuerdistrikt Gösen gehörten außer Gösen noch das Dorf Konradtsreuth, der Weiler Plankenhammer und die Einöde Weikersmühle.
Der Steuerdistrikt Gösen hatte insgesamt 176 Einwohner und 24 Wohngebäude.
Die Ortschaft Gösen hatte 1817 75 Einwohner und 9 Wohngebäude, 1861 59 Einwohner und 1961 90 Einwohner und 17 Wohngebäude.
Am 1. Januar 1972 wurde die Gemeinde Gösen in den Markt Floß eingegliedert.

## Einwohnerentwicklung der Gemeinde Gösen von 1861 bis 1961
| Jahr | Einwohner |
| ---- | --------- |
| 1861 | 194       |
| 1871 | 189       |
| 1880 | 192       |
| 1890 | 160       |
| 1900 | 194       |
| 1910 | 217       |

| Jahr | Einwohner |
| ---- | --------- |
| 1919 | 242       |
| 1933 | 267       |
| 1939 | 243       |
| 1946 | 311       |
| 1952 | 264       |
| 1961 | 238       |

## Denkmal
In die Liste der Baudenkmäler in Gösen ist als einziges Objekt in Gösen der Stadel von Hausnummer 1, ein winkelförmiger Satteldachbau mit angebauter Wagenremise und Schupfe, bezeichnet 1859, eingetragen.

## Hausnamen in Gösen
- Gaberl: Gösen 1, wahrscheinlich von Gabriel abgeleitet.
- Benno: Gösen 2, der Besitzer im Jahre 1700 kam aus Leichau und hieß Benno Gmeiner.
- Neubauer: Gösen 4, der Hof wurde seit vielen Generationen Neubauernhof genannt.
- Stahl-Erl: Gösen 6, ein früherer Besitzer hieß Erhard Stahl.[21]